# Werner Leimgruber
Werner Leimgruber (2. září 1934, Basilej – 2. ledna 2025) byl švýcarský fotbalista, obránce.

## Fotbalová kariéra
Ve švýcarské lize hrál za FC Curych, nastoupil ve 288 ligových utkáních a dal 50 gólů. S FC Curych vyhrál třikrát švýcarskou fotbalovou ligu a dvakrát švýcarský fotbalový pohár. V Poháru mistrů evropských zemí nastoupil ve 13 utkáních a dal 1 gól a ve Veletržním poháru nastoupil v 8 utkáních. Za švýcarskou reprezentaci nastoupil v letech 1963–1966 v 10 utkáních. Byl členem švýcarské reprezentace na Mistrovství světa ve fotbale 1966, nastoupil v utkání proti Španělsku.

## Ligová bilance
| Ročník                      | Zápasy | Góly | Klub      |
| --------------------------- | ------ | ---- | --------- |
| 1. švýcarská liga 1955/1956 | 26     | 18   | FC Curych |
| 2. švýcarská liga 1957/1958 | -      | 24   | FC Curych |
| 1. švýcarská liga 1958/1959 | 9      | 3    | FC Curych |
| 1. švýcarská liga 1959/1960 | 25     | 12   | FC Curych |
| 1. švýcarská liga 1960/1961 | 18     | 9    | FC Curych |
| 1. švýcarská liga 1961/1962 | 23     | 3    | FC Curych |
| 1. švýcarská liga 1962/1963 | 26     | 0    | FC Curych |
| 1. švýcarská liga 1963/1964 | 25     | 2    | FC Curych |
| 1. švýcarská liga 1964/1965 | 18     | 0    | FC Curych |
| 1. švýcarská liga 1965/1966 | 26     | 1    | FC Curych |
| 1. švýcarská liga 1966/1967 | 24     | 0    | FC Curych |
| 1. švýcarská liga 1967/1968 | 26     | 1    | FC Curych |
| 1. švýcarská liga 1968/1969 | 25     | 1    | FC Curych |
| 1. švýcarská liga 1969/1970 | 17     | 0    | FC Curych |
| CELKEM 1. švýcarská liga    | 288    | 50   |           |